# Легион (Туроверов)
«Легион» — цикл военно-лирических стихотворений Николая Туроверова, опубликованный в 1945 году в Париже.

## История создания
Стихотворный цикл, посвященный службе в Иностранном легионе, был написан Туроверовым в период Второй мировой войны, и опубликован в составе пятого сборника стихов. Состоит из 20 стихотворений разной длины (от 4 до 28 строк), написанных различными размерами, и сгруппированных в условной последовательности, от вступления в Легион, до отплытия из Африки назад в Европу. Первое стихотворение служит вступлением ко всему циклу, двадцатое замыкает его в качестве коды.
Эпиграфом взяты строки брата по оружию, швейцарского поэта и легионера Артюра Николе (1912—1958): Аu paradis оù vont les hommes forts / par le desert d’un long courage («К раю, куда идут сильные мужчины пустыней долгого мужества»). Как и поэзия Николе, цикл Туроверова следует в русле популярного романтизированного мифа об Иностранном легионе — прибежище разочаровавшихся в жизни и любви сильных мужчин, желающих вновь обрести себя в пустынном краю сурового мужества, полного опасностей, экзотики, и далекого от благ цивилизации, и является весьма значительным вкладом в его разработку:
Нам с тобой одна и та же вера
Указала дальние пути.
Одинаковый значок легионера
На твоей и на моей груди.
Все равно, куда судьба не кинет,
Нам до гроба будет сниться сон:
В розоватом мареве пустыни
Под ружьем стоящий легион.
(Легион.4)
Политические реалии периода службы в Легионе отражены в цикле довольно слабо, и у биографов Туроверова нет единого мнения о том, в каких кампаниях он участвовал. Известно, что бывший подъесаул в 1939 году записался в 1-й иностранный кавалерийский полк, дислоцированный в Сусе. По словам поэта, он командовал отрядом, собранным из арабов, и участвовал в подавлении восстания друзов в Сирии, в связи с чем в 14 стихотворении цикла упоминает Пальмиру, через которую семнадцать веков назад проходили легионы Аврелиана, и заканчивает фрагмент строками, позволяющими ощутить сопричастность древнему величию: «Наш Иностранный легион — Наследник римских легионов».
14-е стихотворение принадлежит к числу наиболее известных у Туроверова, оно отдельно от остального цикла посвящено легионеру князю Н. Н. Оболенскому, и начинается строками, вызвавшими неоднозначную реакцию и в 1940-е годы среди русской эмиграции, и в 1990-е на родине поэта в России, поскольку, по мнению критиков, они выражают кредо не офицера, а профессионального наемника:
Нам все равно, в какой стране
Сметать народное восстанье,
И нет в других, как нет во мне
Ни жалости, ни состраданья.
(Легион. 14)
Предположительно, Туроверов участвовал в боевых действиях против немцев во Франции и в Северной Африке, где действовал его полк, но документальных подтверждений этому до сих пор не найдено, и период службы в Легионе, в целом, остается белым пятном в его биографии. В третьем стихотворении цикла поэт сообщает: «Говорят, что теперь вне закона / Иностранный наш легион», что, возможно, относится к периоду, наступившему после капитуляции Франции и расколу легионеров на сторонников Виши и де Голля.
Примерно в конце 1941 года Туроверов покинул Легион и вернулся из Африки в оккупированный немцами Париж, где занялся подготовкой издания четвертого сборника стихов, вышедшего в следующем году.
В отличие от большинства русских офицеров, оказавшихся в Легионе не по своей воле, и впоследствии проклинавших годы службы в этом подразделении, суровая дисциплина которого сильно отличается от порядков в российской армии, Туроверов сохранил об этом периоде своей жизни приятные воспоминания. В 1960-х годах в письме поэту Н. А. Келину он сообщал: «…Вы спрашиваете о Легионе? Да, я был в нём добровольцем во время последней войны, — не усидел. И не жалею (…) В легионе я был во время последней войны на особом положении: с конём и вестовым, — остались лучшие воспоминания об этой моей добровольщине…»
Критики и литературоведы неизменно дают циклу высокую оценку, отмечая его выразительность и проникновенный лиризм.
Некоторые ценители даже называли Туроверова вторым Гумилевым, сравнивая их африканскую поэзию и военную лирику.

Впоследствии многие называли «гениальным» большой цикл стихотворений «Легион». Пески, прожженый воздух пустыни, туареги, жажда, погони за противником через барханы — все было передано ярко и удивительно образно. «Я нахожу его стихи о Легионе блестящими и далеко не уверен, что кто-нибудь еще (француз, немец, итальянец) сумел оставить такую замечательную памятку об этой исключительно сильной исторической картине», — писал поэт и публицист П. Сухотин, живший в Австралии— 
.

## Комментарии
1. ↑  По мнению одного из первых популяризаторов творчества Туроверова в России, поэта Евгения Евтушенко: По Туроверову, самое разрушительное для казака, привычного к седлу и свисту пуль и сабель, — это бездействие. Размеренность жизни его удушала. На пятом десятке ему примнилось, что жизнь становится бессмысленной, но ведь бессмысленным может быть и самый отчаянный риск, если он не во имя спасения кого-то. И Туроверов записался в Иностранный легион, то есть по собственной воле завербовался в усмирители (Родина И. Война и мир Николая Туроверова. Ростов и ростовчане (21 апреля 2010). Дата обращения: 4 марта 2016. Архивировано 4 марта 2016 года.)